# Cantone di Charolles
Il Cantone di Charolles è una divisione amministrativa dell'arrondissement di Charolles e dell'arrondissement di Chalon-sur-Saône.
A seguito della riforma approvata con decreto del 18 febbraio 2014, che ha avuto attuazione dopo le elezioni dipartimentali del 2015, è passato da 13 a 33 comuni.

## Composizione
I 13 comuni facenti parte prima della riforma del 2014 erano:
- Baron
- Champlecy
- Changy
- Charolles
- Fontenay
- Lugny-lès-Charolles
- Marcilly-la-Gueurce
- Ozolles
- Prizy
- Saint-Julien-de-Civry
- Vaudebarrier
- Vendenesse-lès-Charolles
- Viry

Dal 2015 i comuni appartenenti al cantone sono i seguenti 33:
- Ballore
- Baron
- Beaubery
- Champlecy
- Changy
- Charolles
- Colombier-en-Brionnais
- Dyo
- Fontenay
- Grandvaux
- Lugny-lès-Charolles
- Marcilly-la-Gueurce
- Marizy
- Martigny-le-Comte
- Mornay
- Oudry
- Ouroux-sous-le-Bois-Sainte-Marie
- Ozolles
- Palinges
- Pouilloux
- Prizy
- Le Rousset
- Saint-Aubin-en-Charollais
- Saint-Bonnet-de-Joux
- Saint-Bonnet-de-Vieille-Vigne
- Saint-Germain-en-Brionnais
- Saint-Julien-de-Civry
- Saint-Romain-sous-Gourdon
- Saint-Vincent-Bragny
- Suin
- Vaudebarrier
- Vendenesse-lès-Charolles
- Viry

Dal 1º gennaio 2016 per effetto della fusione dei comuni di Le Rousset e Marizy per formare il nuovo comune di Le Rousset-Marizy il cantone conta 32 comuni.